# Llista de monuments de Tarn i Garona

Localització de Tarn i Garona a França

Llista de monuments de Tarn i Garona (Migdia-Pirineus) registrats com a monuments històrics, bé catalogats d'interès nacional (classé) o bé inventariats d'interès regional (inscrit).
A data 31 de desembre de 2009, el departament de Tarn i Garona comptava amb 271 monuments històrics, dels quals 103 són catalogats i 168 inventariats.
La llista es divideix per districtes:
- Llista de monuments del districte de Los Sarrasins
- Llista de monuments del districte de Montalban